# 原臺南刑務所官舍
原臺南刑務所官舍是臺灣臺南市的文化資產，位於中西區，是臺南刑務所的附屬設施，於民國九十二年（2003年）5月13日公告為市定古蹟，後因行政區改制而為直轄市定古蹟。
臺南刑務所與宿舍群被拆除後，在該建築周圍僅存的臺南刑務所相關建築尙有原臺南刑務所合宿、原臺南刑務所要道館與原臺南刑務所長宿舍，於109年8月12日合併指定為古蹟「原臺南刑務所木造建築群」。

## 建築
臺南刑務所官舍屬於總督府官舍建築標準的「判任官乙種二戶建官舍」，為和洋折衷式建築，平面屬於日式建築格局的「中廊下型」，由室內中央廊道為聯繫各空間的主要動線。